# 阿拉伯圖像基金會
阿拉伯圖像基金會（法語：  ;阿拉伯语：‎  / ALA-LC羅馬化系統 : al-Muʾassasah al-ʿArabiyyah lil-Ṣūrah ) 是於1997 年在貝魯特成立的非牟利機構，旨在追踪、收集、保存和研究來自中東、北非及阿拉伯僑民的相片。基金會現擁有超過60萬份館藏，其中包括來自黎巴嫩、敘利亞、巴勒斯坦、約旦、埃及、摩洛哥、伊拉克、伊朗、墨西哥、阿根廷及塞内加爾的相片。

## 歷史
阿拉伯圖像基金會由攝影師Fouad Elkoury、Samer Mohdad及藝術家Akram Zaatari於1997年建立，以應對貝魯特缺乏或急速流失攝影檔案館的狀況。阿拉伯圖像基金會的創始成員包括黎巴嫩裔美國攝影師Lucien Samaha。基金會的藏品揭示了阿拉伯世界部分的社會歷史，包括阿拉伯人過往嘗試以攝影建構其族裔形象的圖像。